# Irene Fernandez
Irene Fernandez (18 de abril de 1946 - 31 de marzo de 2014) fue una activista de los derechos humanos malaya, miembro del consejo supremo PKR y directora y cofundadora de la organización no gubernamental Tenaganita, que promueve los derechos de los trabajadores migrantes y otras personas oprimidas y pobres en Malasia.
En 1995, publicó un informe sobre las condiciones de vida de los trabajadores migrantes, titulado "El abuso, la tortura y deshumanizado Condiciones de los trabajadores migrantes en centros de detención". El informe se basa en parte en la información dada a ella por Steven Gan y un equipo de periodistas de The Sun, que había descubierto evidencia de que 59 presos, en su mayoría bangladesíes, habían muerto en el campo de detención de inmigración Semenyih de las enfermedades que pueden prevenirse la fiebre tifoidea y el beriberi. Cuando los editores del Sun impidieron a Gan y a sus colegas imprimir el informe en el periódico, se lo pasaron a Fernandez.
Fue detenida en 1996 y acusada de "publicar noticias falsas con malicia". Después de siete años de juicio, fue declarada culpable en 2003 y condenado a un año de prisión. Liberada bajo fianza en espera de su apelación, su pasaporte estaba en manos de los tribunales, y como una criminal convicto, fue impedida de presentarse como candidata al Parlamento en las elecciones de Malasia de 2004.
En 2005, fue galardonada con el premio Right Livelihood Award por "su excepcional y valiente trabajo para detener la violencia contra las mujeres y los abusos contra los trabajadores migrantes y los pobres".
La apelación de Irene Fernandez en el Tribunal Superior de Justicia se reanudó el 28 de octubre de 2008. El 24 de noviembre de 2008, la Justicia Mohd Ali Apandi anuló su condena anterior y la absolvió, terminando el caso de trece años.
Murió el 31 de marzo de 2014 de insuficiencia cardíaca.